# Marsupilami (serie animata 1993)
Marsupilami è una serie televisiva animata del 1993, prodotta dalla Disney Television Animation e basata sull'omonimo fumetto. La serie è uno spin-off della precedente serie TV Raw Toonage del 1992, i cui episodi presentavano dei segmenti con protagonista Marsupilami. In questa serie il protagonista Marsupilami parla ed è accompagnato dal fedele e stupido gorilla Maurice, e alle prese con il cacciatore Norman. Ogni episodio della serie è formato da tre segmenti: una nuova storia di Marsupilami, una del granchio Sebastian (personaggio del film La sirenetta) o di Annibale e Cannibale, e infine un altro segmento di Marsupilami, proveniente però da Raw Toonage.

## Episodi
| Stagione       | Episodi | Prima TV USA | Prima TV Italia |
| -------------- | ------- | ------------ | --------------- |
| Prima stagione | 13      | 1993         | 1996            |

## Doppiaggio
| Nome del personaggio | Doppiatore originale | Doppiatore italiano |
| -------------------- | -------------------- | ------------------- |
| Marsupilami          | Steve Mackall        | Marco Mete          |
| Norman               | Jim Cummings         | Renato Mori         |
| Eduardo              | Brad Garrett         | Dario Penne         |
| Sebastian            | Samuel E. Wright     | Ronny Grant         |
| Annibale             | Jason Marsden        | Francesco Pannofino |
| Cannibale            | Frank Welker         | Franco Chillemi     |